# Ghost Brigade
Ghost Brigade és un grup de música de doom metal originàri de Jyväskylä, Finlàndia i formada el 2005 per cinc integrants més un teclista de sessió on barregen diversos gèneres com el death metal melòdic, el doom metal, el metal progressiu i el sludge metal.

## Història
Ghost Brigade es va formar el 2005. Un temps més tard, el 2006, publicaren una demo que contenia 4 pistes, i Aleksi Munter, del grup Swallow the Sun, va ser l'encarregat dels teclats durant la sessió de gravació del disc, mentre Fredrik Nordin, integrant de la banda de Stoner Rock Dozer, també va participar fent els cors en una de les cançons. El 2007 van llançar per fi el seu àlbum de debut sota el títol de Guided by Fire. L'àlbum va ser llançat a la venda el 25 de setembre de 2007 de la mà de la discogràfica Season of Mist obtenint molt bones crítiques al seu país. El seu últim disc, Isolation Songs, fou publicat l'agost de 2009.
Van participar en el Wacken Open Air a Wacken, Slesvig-Holstein, al nord d'Alemanya el 2010, un dels més grans festivals de Heavy Metal, incloent més de seixanta bandes.

## Formació
- Manne Ikon - veus
- Tommi Kiviniemi - guitarra
- Wille Naukkarinen - guitarra
- Veli-Matti Suihkonen - bateria
- Janne Julin - baix
- Aleksi Munter - teclats

## Discografia
- Àlbums d'estudi
  - Guided By Fire, 2007
  - Isolation Songs, 2009
  - Until Fear No Longer Defines Us, 2011
  - IV - One With the Storm, 2014
- Demos
  - Demo, 2006